# Első amerikai–berber háború
Az első amerikai-berber háború vagy tripoli háború (1801–1805) az első volt a két fegyveres konfliktus közül, amely az Egyesült Államok és négy észak-afrikai állam között zajlott. A négy közül három – Tripoli, Algír és Tunisz – formálisan az Oszmán Birodalom tartománya volt, a gyakorlatban azonban önállóságot élveztek. A negyedik a Marokkói Szultánság volt. A háborút azért indították, mert a berber kalózok rendszeresen elfogták az amerikai kereskedőhajókat, legénységükért pedig váltságdíjat kértek. Az USA egy ideig rendszeres adót fizetett a berber államoknak hajói védettségéért cserébe, de Thomas Jefferson szakított ezzel a gyakorlattal. Ez volt az Egyesült Államok első idegen földön vívott háborúja.

## Előzmények
Az Oszmán Birodalom észak-afrikai vilajetjeiből és Marokkóból származó berber kalózok már a 15. század óta fosztogatták a kereskedőhajókat, legénységüket és utasaikat pedig eladták rabszolgáknak. Ezeknek az államoknak a gazdasága gyakorlatilag a kalózkodáson alapult. A francia trinitárius egyházi rend eleve azzal a céllal alakult, hogy adományokat gyűjtsön a muzulmán kalózok foglyainak kiváltására. Egyes becslések szerint a 16-19. században 1-1,25 millió európait fogtak el és vetettek rabszolgasorba az afrikai tengeri rablók. 

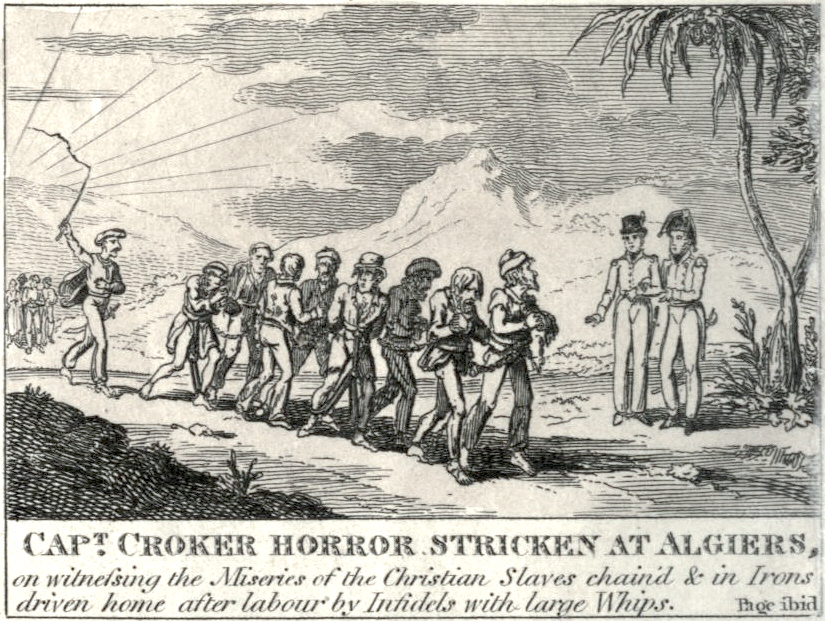
Keresztény rabszolgák (1815-ös rajz)

Az erős flottával rendelkező nagyhatalmak a 18. században kikényszerítették a berber államok vezetőinél, hogy az ő hajóikat ne támadják, a kisebb európai országok egy része pedig évi adót fizetett az immunitásért cserébe. Miután az Egyesült Államok kikiáltotta függetlenségét, hajói biztonságát a vele szövetséges Franciaország garantálta, ám miután a függetlenségi háború 1783-ban véget ért, majd a franciákkal való kisebb tengeri háború után a francia védelem is megszűnt és a berberek le-lecsaptak a szabad prédára.
Az első támadás 1784. október 11-én történt, amikor marokkói kalózok elfogták a Betsey brigantint. A spanyol kormány közvetített a hajó és legénysége kiváltásában és azt tanácsolta az amerikaiaknak, hogy fizessenek a berber államoknak egy bizonyos összeget évente, cserébe hajóik sérthetetlenségéért. Az akkori párizsi nagykövet, Thomas Jefferson felvette a kapcsolatot Marokkóval és Algírral és 1786. június 23-án Marokkóval alá is írták a szerződést, amelyben a szultán vállalta, hogy minden elfogott amerikai polgár azonnal szabad lesz, ha marokkói kikötőbe kerül.
Algírral azonban nehezebben mentek a tárgyalások. Az algíriak először 1785. július 25-én támadtak amerikai hajóra, amikor elfogták a Maria, egy héttel később pedig a Dauphin szkúnert. A berber államok egyesével 660 ezer dollárt követeltek a védelemért, míg a követeknek összesen 40 ezer dollárt engedélyeztek a béketárgyalásokra. A tárgyalások és az alkudozás elhúzódott és a két hajó legénysége egy évtizedig fogságban maradt, és hamarosan csatlakoztak hozzájuk más amerikai hajók tengerészei is.
1795-ben megállapodtak Algírral, hogy több mint 1 millió dollárért (az USA akkori éves költségvetésének egyhatodáért) szabadon engedik a fogásukban lévő 115 amerikait és ezt az összeget évente követelték a hajóik immunitásáért cserébe. A kalózveszély is hozzájárult ahhoz, hogy 1798-ban létrehozzák a Flottaügyi Minisztériumot.
A muzulmán rabságban lévő európaiaknak valamivel jobb volt a sorsuk, mint a karibi vagy amerikai fekete rabszolgáknak. Bár többnyire keményen dolgoztatták őket, lehetett saját tulajdonuk vagy földjük és az egyik angol rabszolgának, James Leander Cathcartnak sikerült az algíri bej tanácsadójává emelkednie. Többségük azonban nyomorúságos körülmények között élt és betegségek tizedelték őket.
1785 márciusában Thomas Jefferson és John Adams Londonban tárgyalt Szidi Hadzsi Abdulrahman Adzsa tripoli követtel, amiről így számoltak be: Írva van az ő Koránjukban, hogy minden nép, amely nem ismeri el a Prófétát, bűnös és az igazhívők joga és kötelessége, hogy őket kifossza és rabszolgává tegye; és hogy minden muzulmán amely ebben a harcban esik el, bizonnyal a Paradicsomba kerül. Azt is mondta, hogy az első aki átszáll a hajóra, a részén felül még egy rabszolgára jogosult, és hogy amikor az ellenséges hajó fedélzetére ugranak, mindkét kezükben tőrt fognak, egy harmadikat pedig a szájukban tartanak; amitől az ellenség annyira megrémül, hogy azonnal irgalomért kezd könyörögni.
Jefferson elküldte jelentését John Jay külügyminiszternek, azzal, hogy nem tanácsolja az adó fizetését, mert azzal csak bátorítják a támadásokat. John Adams ellenben úgy vélekedett, hogy amíg ki nem építik az ütőképes amerikai flottát, kénytelenek fizetni az adót. A kormány végül úgy döntött, hogy kifizetik az évi egymillió dollárt Algírnak, ami még 1800-ban is az éves költségvetés tizedét tette ki.

## A hadüzenet és a tengeri blokád

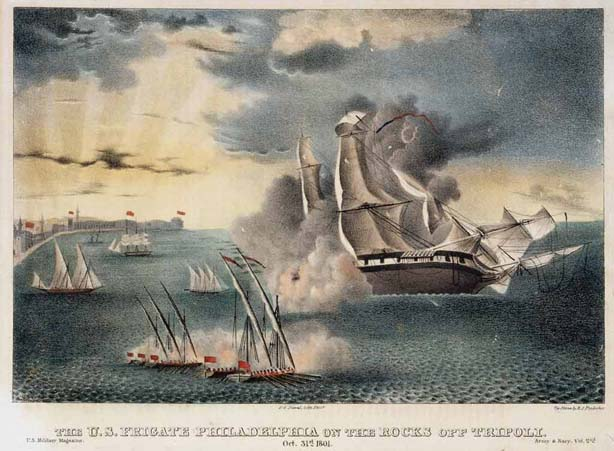
A zátonyra futott Philadelphia

1801-ben Jeffersont elnökké választották és azonnal elfogadtatott a kongresszussal egy törvényt, ami előírta hat fregatt felszerelését. Az elnök beiktatásakor Juszuf Karamanli tripoli pasa 255 ezer dollárt követelt az új kormánytól, Jefferson azonban, korábbi elveinek megfelelően ezt megtagadta. Erre 1801. május 10-én a pasa levágta az amerikai konzulátus zászlaját és ezzel hadat üzent az Egyesült Államoknak; Algír és Tunisz azonban nem követte példáját.
A hadüzenet után az elnök Richard Dale vezetésével egy három fregattból és egy szkúnerből álló kis hajórajt küldött az észak-afrikai partokra, hogy a többi berber állam vezetőinek ajándékokat és leveleket adjon át és biztosítsa semlegességüket, szükség esetén pedig megvédje az amerikai hajókat. A Tripolit blokád alatt tartó amerikaiakhoz később csatlakozott egy kis svéd hajóraj is Rudolf Cederström parancsnoksága alatt, mert Svédország már 1800 óta háborúban állt Tripolitániával.
1801. május 31-én Edward Preble kapitány Messinában IV. Ferdinánd nápolyi király segítségét kérte a berberek ellen. Nápoly akkor Napóleonnal állt hadban, de rendelkezésükre bocsátotta Messina, Siracusa és Palermo kikötőjét.
A háború első összecsapására 1801. augusztus 1-én került sor, amikor az USS Enterprise szkúner veszteségek nélkül legyőzte és elfogta a 14 ágyús Tripoli polakkát.
Az amerikai flotta döntő fölénnyel rendelkezett a tengeren és Jefferson a következő évben a rendelkezésére álló legjobb hajókkal erősítette meg a földközi-tengeri kontingenst. A blokádot erősítette a Chesapeake, Constellation, Constitution, Philadelphia fregatt, Enterprise szkúner és az Argus és Syren briggek.

## Csaták

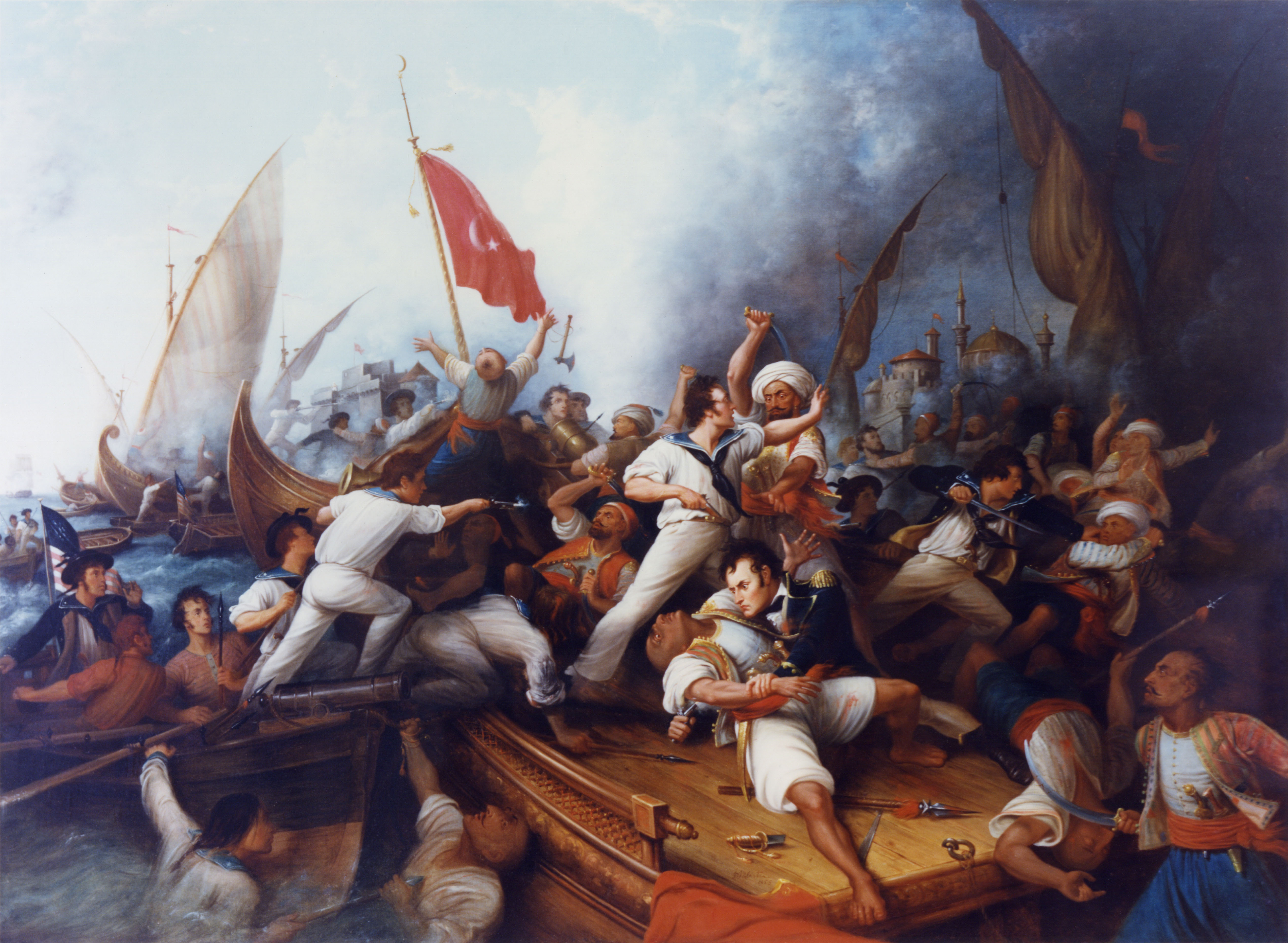
Kézitusa egy tripoli naszád fedélzetén (Dennis Malone Carter festménye, 19. sz)

1803 októberében a pasa flottája elfogta a Tripoli előtt zátonyra futott Philadelphia fregattot. Az amerikaiak hiába próbáltak elszabadulni a zátonyról, a parti ütegek és a muzulmán hajók folyamatosan lőtték őket és végül megadták magukat. A legénységet és a tiszteket partra vitték és fogságba vetették. A fregattot lehorgonyozták a kikötőben, hogy lőhessék róla a túl közelre merészkedő amerikaiakat. 1804. február 16-ának éjjelén a korábban elfogott és Intrepid névre átkeresztelt tripoli ketch fedélzetén amerikai tengerészgyalogosok megközelítették a Philadelphiát, amelynek őrsége a sajátjaiknak hitte őket. A katonák kézitusában elfoglalták a fregattot, majd felgyújtották, hogy a tripoliak ne használhassák ellenük.
1804 júliusában az amerikaiak több sikertelen támadást is indítottak Tripoli városa ellen. Egyik próbálkozásuk az volt, hogy az Intrepidet megrakták robbanóanyagokkal és gyújtóhajóként a kikötőbe irányították, azonban a hajó felrobbant még mielőtt elérhette volna a célját, feltehetően a parti ágyúk lőtték szét. A teljes irányító legénység és Richard Somers kapitány is odaveszett.
A háború fordulópontját a dernai csata jelentette 1805 április-májusában. William Eaton, a hadsereg volt kapitánya, aki tábornoknak nevezte magát és Presley O'Bannon tengerészgyalogos főhadnagy 8 amerikai katonával és mintegy 500 arab, görög és berber zsoldossal Egyiptomból rátámadt Derna határvárosra és sikeresen elfoglalták.

## Békekötés

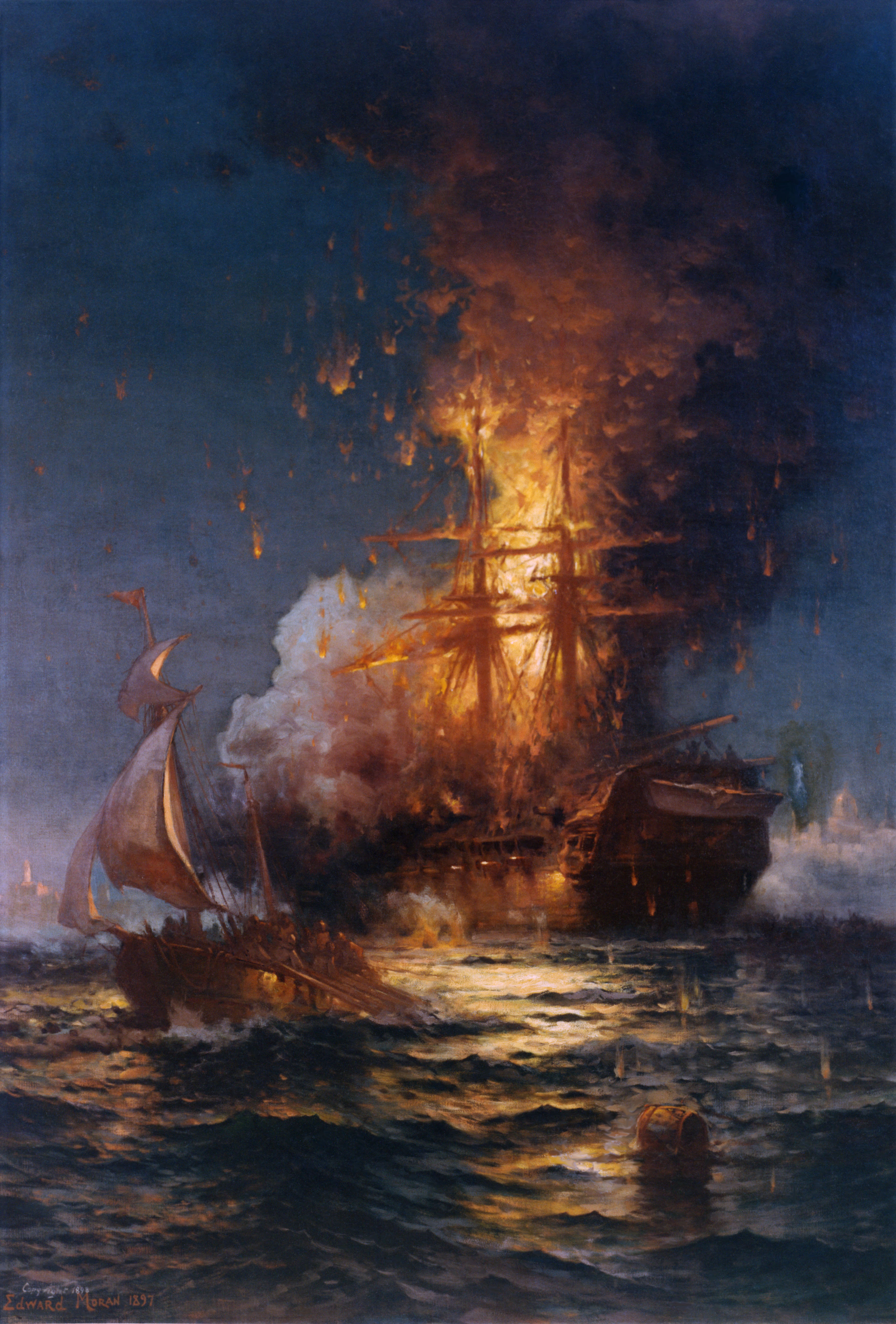
Az égő Philadelphia (Edward Moran képe, 1897)

Juszuf Karamanli kitartását megtörte a blokád, a parti támadások, a keleti invázió veszélye és az, hogy kiderült, hogy korábban megdöntött fivére, Hamet Karamanli összeesküvést sző ellene. 1805. június 10-én békét kötött az Egyesült Államokkal. A pasa elengedte mintegy 300 amerikai rabját, ahogyan a másik fél is a 100 körüli muzulmán hadifoglyot; a számok eltérése miatt Karamanli 60 ezer dollárnyi kártérítést kapott. A kártérítés miatt később támadták a külügyminisztériumot, de a távoli háború veszélyesen meggyengítette az Egyesült Államok hazai tengeri védelmét; márpedig Nagy-Britanniával a viszony egyre feszültebb lett, ami végül az 1812-es háborúban kulminálódott.
A berber háború volt az Egyesült Államok első katonai konfliktusa a függetlenség kivívása után (leszámítva a forradalmi Franciaországgal való tengeri villongásokat), bár formálisan nem üzentek hadat, csak a Kongresszus hatalmazta fel az elnököt a szükséges lépések megtételére. A kalózkodás veszélyét azonban nem sikerült elhárítani. 1807-ben az algíriak kezdtek amerikai hajókat támadni. A brit fenyegetés miatt a washingtoni kormány erre akkor nem tudott válaszolni, de 1815-ben a második amerikai–berber háború véget vetett az amerikaiak adófizetésének.

## Fordítás
- Ez a szócikk részben vagy egészben  a   First Barbary War című angol Wikipédia-szócikk ezen változatának fordításán alapul.  Az eredeti cikk szerkesztőit annak laptörténete sorolja fel. Ez a jelzés csupán a megfogalmazás eredetét és a szerzői jogokat jelzi, nem szolgál a cikkben szereplő információk forrásmegjelöléseként.